# Zacatepec
Zacatepec é um município localizado no centro-sul do país, no sul do Estado de Morelos, localizado no vale de Zacatepec na região dos vales. Suas fronteiras são: ao norte e noroeste com o município de Tlaltizapán, a leste com Tlaquiltenango, ao sul com Jojutla e a oeste com Puente de Ixtla. Zacatepec se encontra a 42 km ao sul de Cuernavaca e a 125 km da Cidade do México.